# Scordonia lamae
Scordonia lamae är en fjärilsart som beskrevs av Alphéraky 1897. Scordonia lamae ingår i släktet Scordonia och familjen mätare. Inga underarter finns listade.